# Liste der Bodendenkmäler in Westendorf (Allgäu)
Auf dieser Seite sind die Bodendenkmäler in der schwäbischen Gemeinde Westendorf zusammengestellt. Diese Tabelle ist eine Teilliste der Liste der Bodendenkmäler in Bayern. Grundlage ist die Bayerische Denkmalliste, die auf Basis des Bayerischen Denkmalschutzgesetzes vom 1. Oktober 1973 erstmals erstellt wurde und seither durch das Bayerische Landesamt für Denkmalpflege geführt wird. Die folgenden Angaben ersetzen nicht die rechtsverbindliche Auskunft der Denkmalschutzbehörde.

## Bodendenkmäler der Gemeinde Westendorf

### Bodendenkmäler in der GemarkungDösingen
| Lage                | Objekt | Akten-Nr.     | Bild |
| ------------------- | --- | ------------- | ---- |
| Dösingen (Standort) | Siedlung der Bronzezeit. | D-7-8030-0047 |      |
| Dösingen (Standort) | Siedlung des Neolithikums. | D-7-8030-0052 |      |
| Dösingen (Standort) | Siedlung der Urnenfelderzeit und der römischen Kaiserzeit.                                                                                      | D-7-8030-0068 |      |
| Dösingen (Standort) | Station des Mesolithikums, Siedlung des Neolithikums, der Latènezeit und der römischen Kaiserzeit.                                              | D-7-8030-0078 |      |
| Dösingen (Standort) | Mittelalterliche und frühneuzeitliche Befunde im Bereich der Katholischen Pfarrkirche St. Peter und Paul in Dösingen und ihrer Vorgängerbauten. | D-7-8030-0131 |      |
| Dösingen (Standort) | Frühneuzeitliche Befunde im Bereich der Katholischen Kapelle St. Antonius in Dösingen.                                                          | D-7-8030-0132 |      |
| Dösingen (Standort) | Siedlung der Hallstattzeit und Gräber der Urnenfelderzeit.                                                                                      | D-7-8030-0136 |      |

### Bodendenkmäler in der Gemarkung Westendorf
| Lage                  | Objekt | Akten-Nr.     | Bild |
| --------------------- | --- | ------------- | ---- |
| Westendorf (Standort) | Frühmittelalterliches Reihengräberfeld. | D-7-8030-0044 |      |
| Westendorf (Standort) | Siedlung der römischen Kaiserzeit. | D-7-8030-0072 |      |
| Westendorf (Standort) | Mittelalterliche und frühneuzeitliche Befunde im Bereich der Katholischen Pfarrkirche St. Michael in Westendorf und ihrer Vorgängerbauten, darunter Körpergräber des frühen Mittelalters und der frühen Neuzeit. | D-7-8030-0129 |      |